# 褚兰镇
褚兰镇，是中华人民共和国安徽省宿州市埇桥区下辖的一个乡镇级行政单位。

## 行政区划
褚兰镇下辖以下地区：
褚兰村、岗孜村、冯楼村、宝光寺村、马桥村、桂山村、谢炉村、后程村、小圩村和大杨村。
街东村街西村韩楼郭庄苗庄岗孜小徐集道庄付集后程村前程村鲁山村包庄马桥夏町石板